# Lista państw Azji
Lista państw Azji – lista państw i terytoriów zależnych Azji.
Na terenie Azji znajduje się 48 państw oraz 5 terytoriów zależnych Australii i Wielkiej Brytanii. Ponadto niewielkie fragmenty lądów zaliczane tradycyjnie do kontynentu azjatyckiego stanowią integralne części terytoriów dwóch państw europejskich – Grecji (Chios, Lesbos i azjatycka część Sporad Południowych) i Ukrainy (Wyspa Tuzła); a także jednego afrykańskiego – Egiptu (Półwysep Synaj). Największym państwem Azji jest Rosja (17 098 242 km²), a najmniejszym – Malediwy (298 km²). Najbardziej zaludnionym państwem Azji jest Chińska Republika Ludowa (1 410 539 758 mieszkańców) a najmniej – również Malediwy (390 164 mieszkańców), przy czym najmniej zaludnionym państwem położonym na stałym lądzie jest Bhutan (867 775 mieszkańców). Ponadto w Azji funkcjonuje 5 państw nieuznawanych na arenie międzynarodowej.

## Lista państw
| Flaga | Godło | Nazwa państwa                                                                          | Stolica                                                                                | Pełna nazwa państwa | Język urzędowy                         | Powierzchnia   | Liczba ludności | Waluta                  | Głowa państwa                           | Kod ISO |
| ----- | ----- | -------------------------------------------------------------------------------------- | -------------------------------------------------------------------------------------- | --- | -------------------------------------- | -------------- | --------------- | ----------------------- | --------------------------------------- | ------- |
|       |       | Afganistan افغانستان (dari) افغانستان (paszto)                                         | Kabul کابل (dari i paszto)                                                             | Islamski Emirat Afganistanu امارت اسلامی افغانستان (dari) د افغانستان اسلامي امارت i (paszto)                                           | dari, paszto                           | 652 230 km²    | 38 346 720      | afgani                  | emir Hibatullah Achundzada              | AFG     |
|       |       | Arabia Saudyjska السعودية                                                              | Rijad الرياض                                                                           | Królestwo Arabii Saudyjskiej المملكة العربيّة السّعوديّة                                                                                   | arabski                                | 2 149 690 km²  | 35 354 380      | rial saudyjski          | król Salman ibn Abd al-Aziz Al Su’ud    | SAU     |
|       |       | Armenia Հայաստան                                                                       | Erywań Երևան                                                                           | Republika Armenii Հայաստանի Հանրապետություն                                                                                             | ormiański                              | 29 743 km²     | 3 000 756       | dram                    | prezydent Wahagn Chaczaturian           | ARM     |
|       |       | Azerbejdżan Azərbaycan                                                                 | Baku Bakı                                                                              | Republika Azerbejdżanu Azərbaycan Respublikası                                                                                          | azerbejdżański                         | 86 600 km²     | 10 353 296      | manat azerbejdżański    | prezydent İlham Əliyev                  | AZE     |
|       |       | Bahrajn البحرين                                                                        | Manama المنامة                                                                         | Królestwo Bahrajnu ‏مملكة البحرين | arabski                                | 760 km²        | 1 540 558       | dinar bahrajski         | król Hamad ibn Isa Al Chalifa           | BHR     |
|       |       | Bangladesz বাংলাদেশ                                                                        | Dhaka ঢাকা                                                                               | Ludowa Republika Bangladeszu গণপ্রজাতন্ত্রী বাংলাদেশ                                                                                             | bengalski                              | 148 460 km²    | 165 650 475     | taka                    | prezydent Shahabuddin Chuppu            | BGD     |
|       |       | Bhutan འབྲུག་ཡུལ                                                                          | Thimphu ཐིམ་ཕུ                                                                           | Królestwo Bhutanu འབྲུག་རྒྱལ་ཁབ་ | dzongkha                               | 38 394 km²     | 867 775         | ngultrum rupia indyjska | król Jigme Khesar Wangchuck             | BTN     |
|       |       | Brunei                                                                                 | Bandar Seri Begawan                                                                    | Państwo Brunei Darussalam Negara Brunei Darussalam                                                                                      | malajski                               | 5765 km²       | 478 054         | dolar brunejski         | sułtan Hassanal Bolkiah                 | BRN     |
|       |       | Chiny中国                                                                              | Pekin 北京                                                                             | Chińska Republika Ludowa 中華人民共和國                                                                                                 | chiński                                | 9 596 960 km²  | 1 410 539 758   | renminbi                | przewodniczący ChRL Xi Jinping          | CHN     |
|       |       | Cypr Κύπρος (grecki) Kıbrıs (turecki)                                                  | Nikozja Λευκωσία(grecki) Lefkoşa (turecki)                                             | Republika Cypryjska Κυπριακή Δημοκρατία (grecki) Kıbrıs Cumhuriyeti (turecki)                                                           | grecki, turecki                        | 9251 km²       | 1 259 102       | euro                    | prezydent Nikos Christodulidis          | CYP     |
|       |       | Filipiny Philippines (angielski) Pilipinas (filipiński)                                | Manila (angielski) Maynila (filipiński)                                                | Republika Filipin Republic of the Philippines (angielski) Republika ng Pilipinas (filipiński)                                           | angielski, filipiński                  | 300 000 km²    | 114 597 229     | peso filipińskie        | prezydent Ferdinand Marcos Jr.          | PHL     |
|       |       | Gruzja საქართველო                                                                      | Tbilisi თბილისი                                                                        | Gruzja საქართველო | gruziński                              | 69 700 km²     | 4 935 518       | lari                    | prezydent Micheil Kawelaszwili          | GEO     |
|       |       | Indie India (angielski) भारत (hindi)                                                    | Nowe Delhi New Delhi (angielski) नई दिल्ली (hindi)                                        | Republika Indii Republic of India (angielski) भारत गणराज्य (hindi)                                                                         | angielski, hindi                       | 3 287 263 km²  | 1 389 637 446   | rupia indyjska          | prezydent Draupadi Murmu                | IND     |
|       |       | Indonezja Indonesia                                                                    | Dżakarta Jakarta                                                                       | Republika Indonezji Republik Indonesia                                                                                                  | indonezyjski                           | 1 904 569 km²  | 277 329 163     | rupia indonezyjska      | prezydent Prabowo Subianto              | IDN     |
|       |       | Irak الْعِرَاق (arabski) عێراق (kurdyjski)                                                | Bagdad بغداد (arabski) بەغداد (kurdyjski)                                              | Republika Iraku جمهورية العراق (arabski) کۆماری عێراق (kurdyjski)                                                                       | arabski, kurdyjski                     | 438 317 km²    | 40 462 701      | dinar iracki            | prezydent Abdul Latif Raszid            | IRQ     |
|       |       | Iran ايران                                                                             | Teheran تهران                                                                          | Islamska Republika Iranu ‏جمهوری اسلامی ایران                                                                                            | perski                                 | 1 648 195 km²  | 86 758 304      | rial irański            | najwyższy przywódca Ali Chamenei        | IRN     |
|       |       | Izrael יִשְרָאֵל                                                                           | Jerozolima ירושלים                                                                     | Państwo Izrael ‏מדינת ישראל | hebrajski                              | 20 770 km²     | 8 914 885       | nowy izraelski szekel   | prezydent Jicchak Herzog                | ISR     |
|       |       | Japonia 日本                                                                           | Tokio 東京                                                                             | Japonia 日本国 | japoński                               | 377 915 km²    | 124 214 766     | jen                     | cesarz Naruhito                         | JPN     |
|       |       | Jemen ‏اليمن                                                                            | Sana صنعاء                                                                             | Republika Jemeńska ‏الجمهوريّة اليمنية | arabski                                | 527 968 km²    | 30 984 689      | rial jemeński           | przewodniczący Raszad al-Alimi          | YEM     |
|       |       | Jordania الأردن                                                                        | Amman عمان                                                                             | Haszymidzkie Królestwo Jordanii المملكة الأردنية الهاشمية                                                                               | arabski                                | 89 342 km²     | 10 998 531      | dinar jordański         | król Abdullah II                        | JOR     |
|       |       | Kambodża កម្ពុជា                                                                          | Phnom Penh ភ្នំពេញ                                                                        | Królestwo Kambodży ព្រះរាជាណាចក្រកម្ពុជា | khmerski                               | 181 035 km²    | 16 713 015      | riel kambodżański       | król Norodom Sihamoni                   | KHM     |
|       |       | Katar قطر                                                                              | Doha الدوحة                                                                            | Państwo Katar دولة قطر | arabski                                | 11 586 km²     | 2 508 182       | rial katarski           | emir Tamim ibn Hamad Al Sani            | QAT     |
|       |       | Kazachstan Қазақстан (kazachski) Казахстан (rosyjski)                                  | Astana Астана (kazachski i rosyjski)                                                   | Republika Kazachstanu Қазақстан Республикасы (kazachski) Республика Казахстан (rosyjski)                                                | kazachski, rosyjski                    | 2 724 900 km²  | 19 398 331      | tenge                   | prezydent Kasym-Żomart Tokajew          | KAZ     |
|       |       | Kirgistan Кыргызстан (kirgiski) Киргизия (rosyjski)                                    | Biszkek Бишкек (kirgiski i rosyjski)                                                   | Republika Kirgiska Кыргыз Республикасы (kirgiski) Киргизская Республика (rosyjski)                                                      | kirgiski, rosyjski                     | 199 951 km²    | 6 071 750       | som                     | prezydent Sadyr Dżaparow                | KGZ     |
|       |       | Korea Południowa 한국                                                                  | Seul 서울                                                                              | Republika Korei 대한민국 | koreański                              | 99 720 km²     | 51 844 834      | won południowokoreański | prezydent Lee Jae-myung                 | KOR     |
|       |       | Korea Północna 조선                                                                    | Pjongjang 평양                                                                         | Koreańska Republika Ludowo-Demokratyczna 조선민주주의인민공화국                                                                         | koreański                              | 120 538 km²    | 25 955 138      | won północnokoreański   | najwyższy przywódca Kim Dzong Un        | PRK     |
|       |       | Kuwejt الكويت                                                                          | Kuwejt الكويت                                                                          | Państwo Kuwejt دولة الكويت | arabski                                | 17 818 km²     | 3 068 155       | dinar kuwejcki          | emir Miszal al-Ahmad al-Dżabir as-Sabah | KWT     |
|       |       | Laos Lao                                                                               | Wientian ວຽງຈັນ                                                                         | Laotańska Republika Ludowo-Demokratyczna Sathalanalat Paxathipatai Paxaxôn Lao                                                          | laotański                              | 236 800 km²    | 7 749 595       | kip                     | prezydent Thongloun Sisoulith           | LAO     |
|       |       | Liban لبنان                                                                            | Bejrut بيروت                                                                           | Republika Libanu الجمهوريّة اللبنانيّة | arabski                                | 10 400 km²     | 5 296 814       | funt libański           | prezydent Joseph Aoun                   | LBN     |
|       |       | Malediwy ދިވެހިރާއްޖެ                                                                        | Male މާލެ                                                                                | Republika Malediwów ދިވެހިރާއްޖޭގެ ޖުމުހޫރިއްޔާ | malediwski                             | 298 km²        | 390 164         | rupia malediwska        | prezydent Mohamed Muizzu                | MDV     |
|       |       | Malezja Malaysia (angielski) Malaysia (malajski)                                       | Kuala Lumpur (angielski i malajski)                                                    | Malezja Malaysia (angielski) Malaysia (malajski)                                                                                        | angielski, malajski                    | 329 847 km²    | 33 871 431      | ringgit                 | król Ibrahim ibni Almarhum              | MYS     |
|       |       | Mjanma မြန်မာ                                                                             | Naypyidaw နေပြည်တော်                                                                         | Republika Związku Mjanmy ပြည်ထောင်စု သမ္မတ မြန်မာနိုင်ငံတော်                                                                                             | birmański                              | 676 578 km²    | 57 526 449      | kiat                    | p.o. prezydenta Min Aung Hlaing         | MMR     |
|       |       | Mongolia Монгол улс                                                                    | Ułan Bator Улаанбаатар                                                                 | Mongolia Монгол улс | mongolski                              | 1 564 116 km²  | 3 227 863       | tugrik                  | prezydent Uchnaagijn Chürelsüch         | MNG     |
|       |       | Nepal नेपाल                                                                              | Katmandu काठमाडौं                                                                          | Nepal नेपाल | nepalski                               | 147 181 km²    | 30 666 598      | rupia nepalska          | prezydent Ram Chandra Poudel            | NPL     |
|       |       | Oman عُمان                                                                              | Maskat مسقط                                                                            | Sułtanat Omanu سلطنة عُمان | arabski                                | 309 500 km²    | 3 764 348       | rial omański            | sułtan Hajsam ibn Tarik Al Sa’id        | OMN     |
|       |       | Pakistan (angielski) پاکِستان (urdu)                                                    | Islamabad (angielski) اسلام آباد (urdu)                                                | Islamska Republika Pakistanu Islamic Republic of Pakistan (angielski) اِسلامی جمہوریہ پاکِستان (urdu)                                     | angielski, urdu                        | 796 095 km²    | 242 923 845     | rupia pakistańska       | prezydent Asif Ali Zardari              | PAK     |
|       |       | Rosja Россия                                                                           | Moskwa Москва                                                                          | Federacja Rosyjska Российская Федерация                                                                                                 | rosyjski                               | 17 098 242 km² | 142 021 981     | rubel rosyjski          | prezydent Władimir Putin                | RUS     |
|       |       | Singapur Singapore (angielski) 新加坡 (chiński) Singapura (malajski) சிங்கப்பூர (tamilski) | Singapur Singapore (angielski) 新加坡 (chiński) Singapura (malajski) சிங்கப்பூர (tamilski) | Republika Singapuru Republic of Singapore (angielski) 新加坡共和国 (chiński) Republik Singapura (malajski) சிங்கப்பூர் குடியரசு (tamilski)      | angielski, chiński, malajski, tamilski | 719 km²        | 5 921 231       | dolar singapurski       | prezydent Tharman Shanmugaratnam        | SGP     |
|       |       | Sri Lanka ශ්රී ලංකාව (syngaleski) இலங்கை (tamilski)                                          | Sri Dźajawardanapura Kotte ශ්‍රී ජයවර්ධනපුර කෝට්ටේ (syngaleski) ஸ்ரீ ஜயவர்த்தனபுரம கோட்டே (tamilski)    | Demokratyczno-Socjalistyczna Republika Sri Lanki ශ්රී ලංකා ප්රජාතාන්ත්රික සමාජවාදී ජනරජය (syngaleski) இலங்கை சனநாயக சோஷலிசக் குடியரசு (tamilski)              | syngaleski, tamilski                   | 65 610 km²     | 23 187 516      | rupia lankijska         | prezydent Anura Kumara Dissanayake      | LKA     |
|       |       | Syria سوريا                                                                            | Damaszek دمشق                                                                          | Syryjska Republika Arabska الجمهورية العربية السورية                                                                                    | arabski                                | 187 437 km²    | 21 563 800      | funt syryjski           | prezydent Ahmad asz-Szara               | SYR     |
|       |       | Tadżykistan Тоҷикистон                                                                 | Duszanbe Душанбе                                                                       | Republika Tadżykistanu Ҷумҳурии Тоҷикистон                                                                                              | tadżycki                               | 144 100 km²    | 9 119 347       | somoni                  | prezydent Emomali Rahmon                | TJK     |
|       |       | Tajlandia ประเทศไทย                                                                    | Bangkok กรุงเทพมหานคร                                                                   | Królestwo Tajlandii ราชอาณาจักรไทย | tajski                                 | 513 120 km²    | 69 648 117      | bat                     | król Maha Vajiralongkorn                | THA     |
|       |       | Timor Wschodni Timor-Leste (portugalski) Timór Lorosa’e (tetum)                        | Dili Díli (portugalski) Díli (tetum)                                                   | Demokratyczna Republika Timoru Wschodniego República Democrática de Timor-Leste (portugalski) Repúblika Demokrátika Timór-Leste (tetum) | portugalski, tetum                     | 14 874 km²     | 1 445 006       | dolar amerykański       | prezydent José Ramos-Horta              | TLS     |
|       |       | Turcja Türkiye                                                                         | Ankara                                                                                 | Republika Turecka Türkiye Cumhuriyeti                                                                                                   | turecki                                | 783 562 km²    | 83 047 706      | lira turecka            | prezydent Recep Erdoğan                 | TUR     |
|       |       | Turkmenistan Türkmenistan                                                              | Aszchabad Aşgabat                                                                      | Republika Turkmenistanu Türkmenistan Respublikasy                                                                                       | turkmeński                             | 488 100 km²    | 5 636 011       | manat turkmeński        | prezydent Serdar Berdimuhamedow         | TKM     |
|       |       | Uzbekistan Oʻzbekiston                                                                 | Taszkent Toshkent                                                                      | Republika Uzbekistanu Oʻzbekiston Respublikasi                                                                                          | uzbecki                                | 447 400 km²    | 31 104 937      | sum                     | prezydent Shavkat Mirziyoyev            | UZB     |
|       |       | Wietnam Việt Nam                                                                       | Hanoi Hà Nội                                                                           | Socjalistyczna Republika Wietnamu Cộng hòa xã hội nghĩa Việt Nam                                                                        | wietnamski                             | 331 210 km²    | 103 808 319     | đồng                    | prezydent Lương Cường                   | VNM     |
|       |       | Zjednoczone Emiraty Arabskie الإمارات العربيّة المتّحدة                                  | Abu Zabi أبوظبي                                                                        | Zjednoczone Emiraty Arabskie الإمارات العربيّة المتّحدة                                                                                   | arabski                                | 83 600 km²     | 9 915 803       | dirham                  | prezydent Muhammad Al Nahajjan          | ARE     |

## Lista państw, których główna część położona jest poza Azją
| Flaga | Godło | Nazwa państwa   | Stolica      | Pełna nazwa państwa                          | Język urzędowy | Powierzchnia  | Liczba ludności | Waluta       | Głowa państwa                   | Kod ISO |
| ----- | ----- | --------------- | ------------ | -------------------------------------------- | -------------- | ------------- | --------------- | ------------ | ------------------------------- | ------- |
|       |       | Egipt مصر       | Kair القاهرة | Arabska Republika Egiptu ‏جمهوريّة مصر العربيّة | arabski        | 1 001 450 km² | 107 770 524     | funt egipski | prezydent Abd al-Fattah as-Sisi | EGY     |
|       |       | Grecja Ελλάδα   | Ateny Αθήνα  | Republika Grecka Ελληνική Δημοκρατία‏         | grecki         | 131 957 km²   | 10 432 481      | euro         | prezydent Konstandinos Tasulas  | GRC     |
|       |       | Ukraina Україна | Kijów Київ   | Ukraina Україна‏                              | ukraiński      | 603 700 km²   | 41 167 336      | hrywna       | prezydent Wołodymyr Zełenski    | UKR     |

## Lista państw o ograniczonym, lecz znaczącym uznaniu międzynarodowym
| Flaga | Godło | Nazwa państwa    | Stolica           | Pełna nazwa państwa           | Język urzędowy | Powierzchnia | Liczba ludności | Waluta                       | Głowa państwa          | Kod ISO |
| ----- | ----- | ---------------- | ----------------- | ----------------------------- | -------------- | ------------ | --------------- | ---------------------------- | ---------------------- | ------- |
|       |       | Palestyna فلسطين | Ramallah رام الله | Państwo Palestyna ‏دولة فلسطين | arabski        | 6242 km²     | 5 159 076       | funt egipski dinar jordański | prezydent Mahmud Abbas | PSE     |
|       |       | Tajwan 台湾      | Tajpej 台北       | Republika Chińska 中華民國    | chiński        | 35 980 km²   | 23 580 712      | dolar tajwański              | prezydent Lai Ching-te | TWN     |

## Lista państw o niskim lub żadnym uznaniu międzynarodowym
| Flaga | Godło | Nazwa państwa                                                        | Stolica                                  | Pełna nazwa państwa                                                                                   | Język urzędowy      | Powierzchnia | Liczba ludności | Waluta         | Głowa państwa           |
| ----- | ----- | -------------------------------------------------------------------- | ---------------------------------------- | --- | ------------------- | ------------ | --------------- | -------------- | ----------------------- |
|       |       | Abchazja Аҧсны (abchaski) Абха́зия (rosyjski)                         | Suchumi Аҟəа (abchaski) Сухум (rosyjski) | Republika Abchazji Аҧсны Аҳәынҭқарра (abchaski) Республика Абхазия (rosyjski)                         | abchaski, rosyjski  | 8665 km²     | 244 926         | rubel rosyjski | prezydent Badra Gunba   |
|       |       | Cypr Północny Kuzey Kıbrıs                                           | Nikozja Lefkoşa                          | Turecka Republika Cypru Północnego Kuzey Kıbrıs Türk Cumhuriyeti                                      | turecki             | 3355 km²     | 326 000         | lira turecka   | prezydent Ersin Tatar   |
|       |       | Osetia Południowa Хуссар Ирыстон (osetyjski) Южная Осетия (rosyjski) | Cchinwali Цхинвал (osetyjski i rosyjski  | Republika Osetii Południowej Республикæ Хуссар Ирыстон (osetyjski) Республика Южная Осетия (rosyjski) | osetyjski, rosyjski | 3900 km²     | 53 532          | rubel rosyjski | prezydent Alan Gaglojew |

## Lista terytoriów zależnych
| Flaga | Godło | Nazwa terytorium                                                        | Stolica             | Państwo         | Status terytorium     | Język urzędowy | Powierzchnia | Liczba ludności | Waluta             | Kod ISO |
| ----- | ----- | ----------------------------------------------------------------------- | ------------------- | --------------- | --------------------- | -------------- | ------------ | --------------- | ------------------ | ------- |
|       |       | Akrotiri                                                                | Episkopi Cantonment | Wielka Brytania | terytorium zamorskie  | angielski      | 123 km²      | 18 195          | funt szterling     | -       |
|       |       | Brytyjskie Terytorium Oceanu Indyjskiego British Indian Ocean Territory | Diego Garcia        | Wielka Brytania | terytorium zamorskie  | angielski      | 60 km²       | 0               | funt szterling     | IOT     |
|       |       | Dhekelia                                                                | Episkopi Cantonment | Wielka Brytania | terytorium zamorskie  | angielski      | 131 km²      | 15 500          | funt szterling     | -       |
|       |       | Wyspa Bożego Narodzenia Christmas Island                                | Flying Fish Cove    | Australia       | terytorium zewnętrzne | angielski      | 135 km²      | 2205            | dolar australijski | CXR     |
|       |       | Wyspy Kokosowe Cocos Islands                                            | West Island         | Australia       | terytorium zewnętrzne | angielski      | 14 km²       | 596             | dolar australijski | CCK     |